# Xylaplothrips
Xylaplothrips är ett släkte av insekter som beskrevs av Hermann Priesner 1925. Xylaplothrips ingår i familjen rörtripsar.
Släktet innehåller bara arten Xylaplothrips fuliginosus.